# Selenocephalus dareicus
Selenocephalus dareicus är en insektsart som beskrevs av Dlabola 1981. Selenocephalus dareicus ingår i släktet Selenocephalus och familjen dvärgstritar. Inga underarter finns listade i Catalogue of Life.